# Міллєт (телеканал)
Міллет (крим. Міллет — «народ», «нація») — проросійський кримськотатарський телеканал, що веде мовлення в Криму з 1 вересня 2015 року. З 1 квітня 2016 року розпочав супутникове мовлення через супутник «Ямал 401» і покриває повністю територію Росії, України, Туреччини та країн Центральної Азії. Трансляція ведеться цілодобово. Мовлення здійснюється зі Сімферополя. Частка кримськотатарської мови становить 70 % ефіру.

## Історія
Раніше на півострові працювали кримськотатарський телеканал ATR і радіостанція Meydan, які були позбавлені ліцензії окупаційною адміністрацією після анексії Криму.
На підтримку нового телеканалу з федерального бюджету Росії було виділено 177 мільйонів рублів. А 10 серпня 2015 року Роскомнагляд зареєстрував телеканал «Міллет» і радіостанцію «Ватан седаси» («Відлуння батьківщини»).

## Санкції
У лютому 2016 року Національна рада з питань телебачення і радіомовлення України звернулась до українського РНБО з проханням застосувати персональні санкції до цілого списку юросіб РФ, серед яких були телеканал «Міллет» і радіостанція «Ватан седаси».